# Georg Nordmann Holding
Die Georg Nordmann Holding Aktiengesellschaft ist ein mittelständischer Mischkonzern, der aus zwei Teilkonzernen besteht: dem Teilkonzern Nordmann, Rassmann GmbH (Nordmann); ein Unternehmen, das in der Chemiedistribution tätig ist, und dem Teilkonzern Rowa Group; ein Unternehmen, das in der Chemie- und Kunststoffbranche tätig ist. Die Muttergesellschaft Georg Nordmann Holding Aktiengesellschaft hat ihren Sitz in Hamburg.

## Geschichte
Die deutsche Teilkonzern-Gesellschaft Nordmann, Rassmann GmbH wurde 1912 gegründet, als zwei befreundete Hamburger Kaufleute ein auf den Import und den internationalen Handel von Rohkautschuk und Rohkakao spezialisiertes Handelshaus starteten. Zwischen 1991 und 2007 baute das Handels- und Produktionsunternehmen die Niederlassungen in Mittel- und Osteuropa aus und gründete diverse Tochtergesellschaften.
Der Teilkonzern Rowa Group wurde 1958 als Kautschuk verarbeitendes Unternehmen ROWA GmbH gegründet. Seit 1969 wurden die Angebotspalette deutlich erweitert und Niederlassungen u. a. in den USA, Frankreich, Korea und Beijing eröffnet. Zwischen 1979 und 2010 wurden zudem die Tramaco GmbH erworben, die Romira GmbH zur Herstellung technischer Kunststoffe und Blends und die Rowasol GmbH zur Produktion von Farben und Additiven in flüssiger Form gegründet und die Rowa GmbH in Rowa Masterbatch GmbH und Rowa Lack GmbH aufgeteilt. 2010 erfolgte die Umstrukturierung in die Rowa Group Holding GmbH als Dachgesellschaft.
Im Jahr 2003 wurden die Georg Nordmann Holding Aktiengesellschaft gegründet und steht damit als Muttergesellschaft über den Teilkonzernen Nordmann, Rassmann GmbH und Rowa Group Holding GmbH.

## Unternehmen
Die Georg Nordmann Holding Aktiengesellschaft, kurz GNH, ist eine international aufgestellte und im Familienbesitz befindliche Hamburger Unternehmensgruppe mit den Teilkonzernen:
- Nordmann, Rassmann GmbH: Sie liefert natürliche und chemische Rohstoffe, sowie Zusatzstoffe und Spezialchemikalien. Zudem vertritt sie Rohstoffproduzenten in Europa, Asien und Amerika und beliefert unterschiedliche Industriezweige.
- Rowa Group Holding GmbH.[1]

Die Georg Nordmann Holding hat rund 470 Mitarbeiter an 25 Standorten.